# Давид III Куропалат
Давид III Куропалат (груз. დავით III კუროპალატი, Давит’ III Куропалати, ок. 930 — 31 мая 1000, по другим данным — 1001) или Давид III Великий (груз. დავით III დიდი, Давит’ III Диди), также известный как Давид II — царь Тао-Кларджети (Юго-Западная Грузия).

## Биография

### Происхождение
Давид III — сын куропалата Адарнасе V, представитель династии Багратионов (ветвь из Тао, потомство Баграта I куропалата, среднего сына Ашота I куропалата). Будущий царь Тао-Кларджети поднялся из малоизвестной нецарской ветви Багратионов к славе, благодаря своей воинской доблести и умениям.

### Правление

#### Титул
Давид III в 973 году упоминается магистром, в 977 году, — курапалатом.
| Титулы                             | Титулы                                        | Источник                                                             |
| ---------------------------------- | --------------------------------------------- | -------------------------------------------------------------------- |
| «Архонт иберов»                    | (греч. ὁ τῶν Ἰβήρων ἄρχων)                    | Иоанн Скилица                                                        |
| «Магистр»                          | (греч. μέγας)                                 | Грузинские надписи в Ошки (963–973)                                  |
| «Куропалат»                        | (греч. κουροπαλάτης; араб. qurubalāṭ‎)         | Никифор Уран; «Vita Ioannis et Euthymii hiberica»; Яхья Антиохийский |
| «Царь Грузии, владелец города Тай» | (араб. malik al-Ǧurzīya ṣāḥib madīnat at-Tay‎) | Яхья Антиохийский                                                    |
| «Царь Грузии»                      | (арм. թագավոր Վրաց, t‘agawor Vrac‘)           | Аристакес Ластивертци                                                |
| «Курапалат Тао»                    | (арм. կիւրապաղատ Տայոց, kiwrapałat Tayoc‘)    | Степанос Таронеци                                                    |
| «Царь Тао»                         | (арм. Թագաւոր ՏայոցT‘agawor Tayoc‘)           | Армянская редакция «Картлис Цховреба»                                |

#### Взаимоотношения с Византийской империей
В отношениях с Византийской империей Давид III вел активную внешнюю политику, нацеленную на сохранение независимости Грузии и борьбу против арабских и византийских угроз. В 987 году был заключен союзный договор между Византией и Грузией, который установил мир и сотрудничество между двумя странами. Однако, в 1001 году, после убийства Давида, отношения между Грузией и Византией осложнились, и византийские войска вторглись в грузинские земли, хотя в более поздние годы грузинские правители смогли восстановить контроль над своими владениями. Таким образом, в ходе правления Давида III, Грузия поддерживала сложные отношения с Византией, между которыми происходили как конфликты, так и периоды сотрудничества и союза.

## Экономика
В 966 году после смерти своего брата и соправителя эриставт-эристава Баграта Давид стал единоличным правителем Верхнего Тао. С твердым намерением объединить все грузинские земли, Давид около 975 г. сделал своим наследником Баграта III – будущего царя объединенной Грузии
В 976 году в Византии восстал малоазиатский вельможа Варда Склир. Вскоре он занял почти все малоазийские провинции империи. Императоры Василий II и его брат Константин VIII не имели достаточно сил для борьбы с мятежом. Македонская династия оказалась в большой опасности. Для подавления восстания был послан Варда Фока Младший, но этого было недостаточно. Оставалось надеяться на помощь извне. В такой ситуации византийские власти были вынуждены обратиться к Давиду. Царь Давид направил в Византию 12 000 всадников под предводительством Иоанна-Торникия и Джоджика. Варда Склир был разгромлен и бежал к арабам.
В благодарность за участие в подавлении восстания Варды Склира Давид III получил от Византии Феодосиополь и прилегающие области. После смерти Давида эти земли должны были быть возвращены Византийской империи. Такое условие не устраивало Давида, поскольку он планировал присоединить пожалованные земли к своему царству, чтобы потом передать их своему наследнику — приёмному сыну Баграту III. Поэтому Давид принял сторону восставшего против императоров Варды Фоки (987), от которого он ждал поддержки. По всей вероятности, Фока обещал ему передать пожалованные земли в полную собственность.
Но в борьбе с императорскими войсками Варда Фока потерпел поражение и погиб. Император направил войско против Давида III Курапалата. Не видя выхода из создавшегося положения, Давид завещал все свои владения и царство императору. Вероятно, он хотел выиграть время, чтобы спасти страну от разорения.

#### Войны с мусульманами
В 996 году Давид III Куропалат отнял у мусульман Маназкерт и поставил там свой гарнизон. Соседние мусульманские эмиры, раздражённые успехами Давида, выступили против него объединёнными силами под начальством Мамлана, арабо-курдского Раввадидского владетеля Азербайджана. Призвав на помощь царя Армении Гагика I, совместная армяно-грузинская коалиция в 998 году разбила неприятельское войско.
Армянский историк Степанос Таронский об Давиде:
Великий куропалат Давид превосходил всех государей нашего времени своим сердоболием и миролюбием. Давид установил мир и добронравие во всех восточных странах, особенно в Армении и Грузии. Он положил конец беспрестанно возникавшим войнам и победил все живущие вокруг народы.

## Итоги правления
В 1000 или 1001 году Давид III Великий скончался, как повествуют историки, вследствие отравления. После смерти Давида, все его армянские владения были присоединены к Византийской империи.

### Версии гибели
Существует несколько версий загадочной смерти грузинского царя. Например, Федор Иванович Успенский, в своем труде «История Византийской империи» указывает, что Давиду была поднесена отрава архиепископом Иларионом в св. причастии, причинившая Давиду мучительную смерть в Пасху тысячного года.
Другой историк, Аристакес Ластиверци, указывает, что цареубийство было осуществлено воинами грузинского царя, которые подмешали яд в чашу для причастия, а затем задушили своего повелителя.
Давит Куропалат был могучий и щедрый созидатель, пекся о бедных и воистину [воплощал] мирное начало, ибо в его время каждый отдыхал под своим виноградным кустом и смоковницей. В великий четверг во время таинства литургии знатнейшие азаты подмешали смертельного яду и напоили [Давита]. Задушили блаженного мужа, ибо были недовольны его действиями и уповали на обещания, данные до этого императором Василием.Повествование о бедствиях армянского народа, 1
По хронологии Матфея Эдесского,
Спустя несколько лет некоторые знатные мужи задумали злое дело по отношению к праведному и благочестивому князю Давиду, намереваясь убить его. Эта злобная знать была подобна Каину и прочим убийцам. Кроме того, они убедили архиепископа Грузинского Иллариона присоединиться к ним в их зловещем плане. Этот Илларион распял Бога во второй раз, ибо он подмешал яд в животворные тело и кровь Христовы и тем самым обратил источник всякой жизни в источник смерти. После того, как он отслужил смертоносную обедню, он в присутствии Бога в церкви вложил в рот праведному князю порцию причастия, смешанного со смертельным ядом. Благочестивый князь Давид, знавший об этом, ничего не сказал, но, приняв противоядие, покончил с болью в теле. Однако злобный епископ Илларион упорствовал в своём дьявольском замысле и вошёл в спальню князя, в то время как благочестивый Давид спал глубоким сном. Затем, взяв из-под его головы подушку, он прикрыл ею рот Давида и, с силой набросившись на него, архиепископ безжалостно задушил праведного куропалата. Спустя несколько лет император Василий схватил злобного епископа Иллариона, привязал ему на шею тяжёлый камень и бросил его в море, а с ним и прочих знатных мужей, которые плели вместе с ним козни. Так погибли эти люди, которые, несомненно, заслужили всяческих проклятий, ибо куропалат Давид носил патроним императора Василия, и поэтому Василий убил этих мужей.МАТФЕЙ ЭДЕССКИЙ (МАТТЕОС УРХАЕЦИ), ХРОНОГРАФИЯ

## Наследие

Реконструкция серебряной монеты Давида III Куропалата (реверс) с изображением Животворящего Креста воздвигнутым на четырехступенчатом постаменте, посередине ветвей которого помещены четыре знака Асомтаврули — «ႩႮႲႨ» (Куропалат).

Давид известен как ревностный покровитель грузинской и армянской письменности и просвещения. По его предложению св. Евфимий-грузин перевёл в Афоне с греческого много рукописей и прислал их в Грузию. При Давиде III было воздвигнуто несколько величественных храмов, украшающих и теперь южную Грузию.
До нас дошли монеты этого царя, чеканенные по типу византийских монет Василия II и Иоанна Цимисхия.
Именно благодаря усилиям Давида III Куропалата, общегрузинское царство перестало быть мечтой предшествующих ему грузинских монархов, и воплотилось оно благодаря усыновлению Баграта III, который был его троюродным племянником и воспитывался его при его дворе во время когда тот был юным.
Собрал Давид картлийских азнауров и приказал:
Он [Баграт] является наследным владетелем Тао, Картли и Абхазии, сын и воспитанник мой, а я – его моурав и помощник, ему подчиняйтесь все.
Этот же Баграт по мужской линии являлся наследником грузинских царств (Картли, Тао-Кларджети), а по линии матери - Абхазского царства, приходясь племянником Феодосию III Абхазскому. Таким образом, усыновив Баграта, Давид III сумел воплотить в жизнь проект единого грузинского царства. Чуть позже в том же году, в 975 году, за три года до смерти Феодосия III, Давид пригласил царя Армении Смбата II сопровождать его, Баграта и Гурандухт в Кутаиси, где Баграт был торжественно помазан царем Абхазии как Баграт III.
[Баграт] управлял и выправлял все дела подобно деду своему, великому царю Георгию, а может и лучше, т. к. походил во всем поведением на воспитателя своего, великого царя Давида куропалата, и решал все дела добрые подобно ему.
Претензий Баграта не оспаривал никто, включая мятежный род Липаритидов, доставлявший на протяжении ряда столетий много хлопот Багратионам и их царству.
Баграт III, будучи не по годам дальнозорким и безжалостным, продолжал расширение царства и подавление мятежной сепаратистской аристократии, включая ликвидации своих двоюродных братьев, чтобы ни один соперник Багратионов никогда не мог претендовать на грузинский престол.